# 再保険プール
再保険プール（さいほけんプール、reinsurance pool）とは、多数の保険会社が各々引き受けた保険契約の全部または一部をプールし、個々の加盟会社の引受能力や実績に基づき再配分を行い、共同で再保険を引き受ける枠組みのことである。航空保険や地震保険等、単一の会社では引き受けることができないことが明らかな巨大なリスクを共同で引き受けるために用いられる。

## 独占禁止法との関係
「単一の会社では引き受けることができないことが明らかな巨大なリスクを共同で引き受ける」という性格から、再保険プールの対象となる保険契約については、その契約額に対し、あらかじめ取り決められた割合を再保険プールに拠出しなければならないこととなっている。このため、再保険プールの対象となる保険は、独占禁止法の適用を除外され、同一補償内容に対する保険料は保険会社によらず一定とされる。